# Eugeniu Voinescu
Eugeniu Voinescu, noto anche con lo pseudonimo di Eugen (Iași, 26 maggio 1842 – Bucarest, 6 maggio 1909), è stato un diplomatico e pittore rumeno specializzato in scene marittime.

## Biografia
Seguendo i desideri della sua famiglia, inizialmente studiò legge e letteratura. Dopo aver trascorso un periodo di studio ad Atene, si recò a Parigi dove fece amicizia con l'artista francese Gustave Courbet, il quale stimolò il suo interesse per la pittura direttamente dalla natura. Nel 1869 fu poi premiato al Salon.
Come risultato dei suoi studi giuridici, divenne anche console generale rumeno a Budapest (nel 1879), a Istanbul (nel 1882) e Odessa (nel periodo 1883-1888). Mentre era a Odessa, conobbe Ivan Aivazovsky, che lo aiutò a sviluppare il suo interesse per la pittura marina. Nel 1889 tenne la sua prima grande mostra in un salone tenutosi nel nuovo Ateneo rumeno.
Sebbene sia stato anche celebrato come il miglior artista marittimo della Romania da Nicolae Iorga, dipinse anche ritratti e opere di genere, oltre a scene storiche e bibliche. Un aspetto importante della sua carriera è che era finanziariamente indipendente, per cui la sua pittura è sempre rimasta un hobby, anche quando ha partecipato alla decorazione di chiese, come nel caso della Cattedrale di San Charalambos a Turnu Măgurele e della Chiesa di San Nicola a Bucarest. È stato anche uno dei fondatori della Scuola di arti decorative dell'Università nazionale delle arti di Bucarest.
Nel 2011, la Poșta Română ha emesso una serie di quattro francobolli commemorativi in onore di diversi artisti rumeni: proprio uno dei dipinti di Voinescu fu scelto per la raffigurazione dei 2.10 Lei.

## Galleria d'Immagini

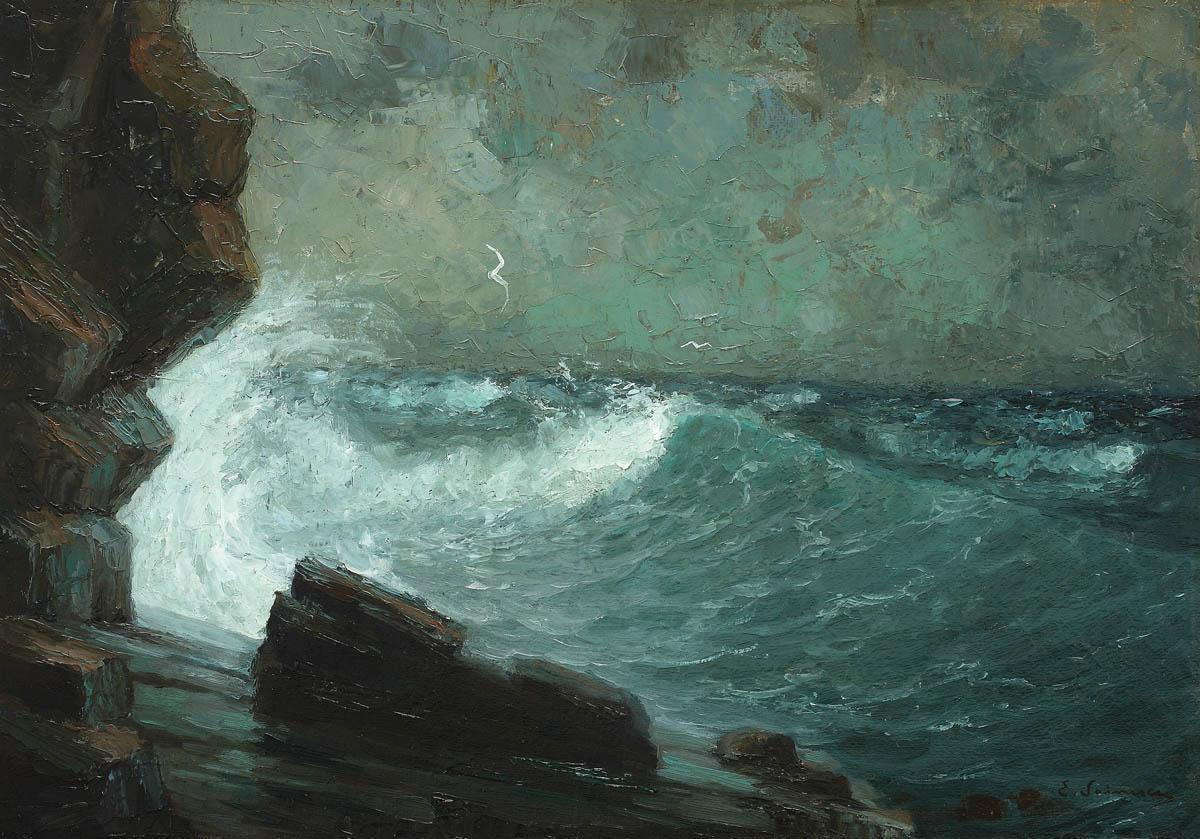
Cape Caliacra Durante un temporale
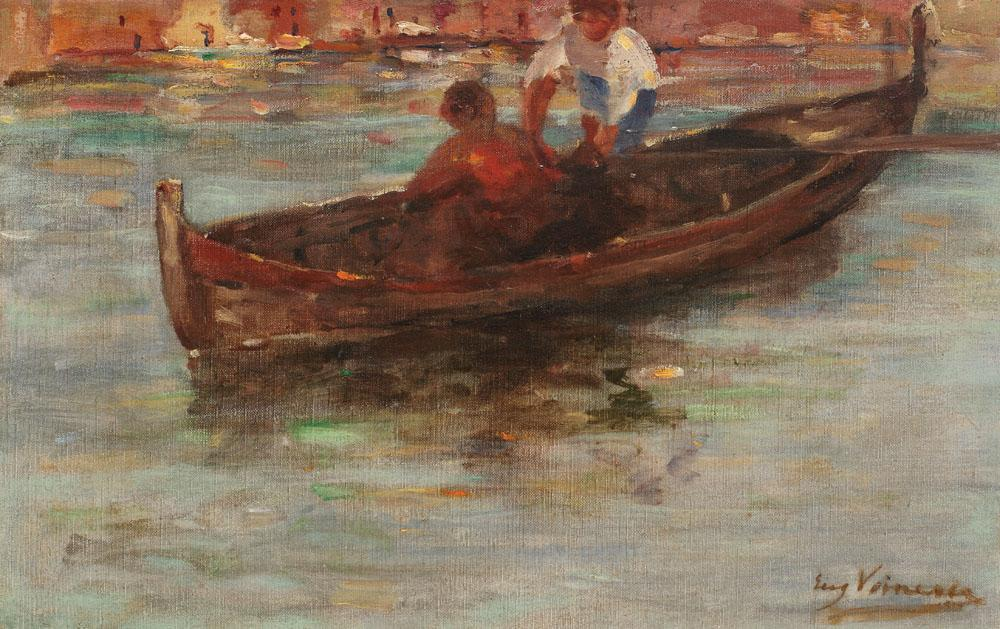
Bambini che remano su una laguna
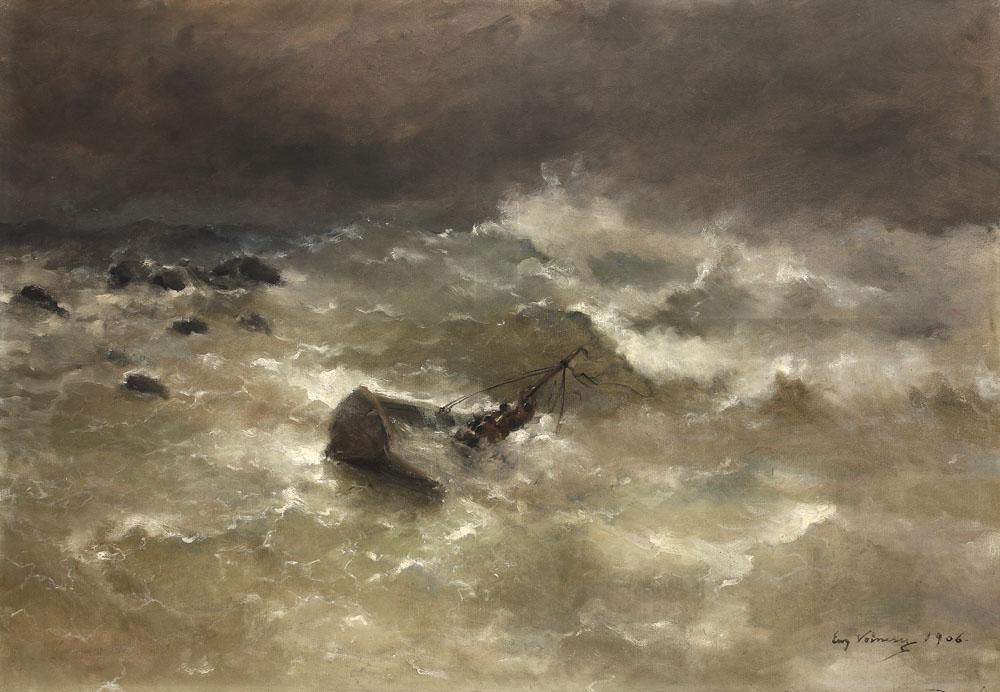
Alla deriva